# Montreal Canadiens

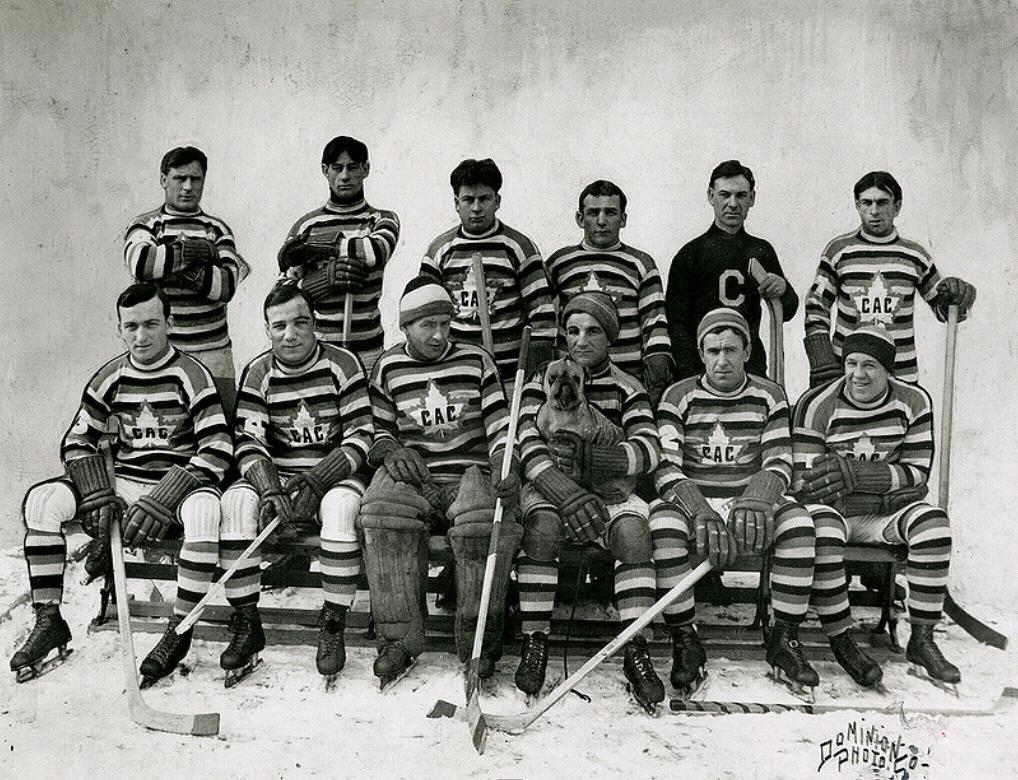
Team uit het seizoen 1912 - 1913.

De Montreal Canadiens (ook wel: Canadiens de Montréal) is een Canadees professioneel ijshockeyteam uit Montreal dat speelt in de Amerikaanse National Hockey League. De officiële naam is Le Club de hockey Canadien.

## Geschiedenis
De club werd opgericht in 1909 en behaalde 24 maal de Stanley Cup, de meest prestigieuze trofee in het Noord-Amerikaanse hockey. Tussen 1955 en 1960 legde het team 5 jaar op rij beslag op deze beker. De Canadiens groeiden in de jaren 70 uit tot een hockey-dynastie, dankzij spelers als Guy Lafleur, Yvan Cournoyer, Jean Béliveau en Maurice Richard. Deze laatste genoot in de hockeywereld een vergelijkbaar prestige als Pelé in het voetbal of Eddy Merckx in het wielrennen. In 2009 bestond de club honderd jaar en dat werd onder andere gevierd met het organiseren van een all-starwedstrijd van de NHL en het terugtrekken van rugnummers van legendarische spelers. De Canadiens hebben het hoogste aantal nummers teruggetrokken uit de hele NHL. In totaal 15 rugnummers mogen niet meer gedragen worden.

## Prijzen
Vroegere franchise
- Stanley Cup (12) - 1930, 1931, 1944, 1946, 1953, 1956, 1957, 1958, 1959, 1960, 1965, 1966
- Verliezend finalist (5) - 1947, 1951, 1952, 1954, 1955

Huidige franchise
- Stanley Cup (10) - 1968, 1969, 1971, 1973, 1976, 1977, 1978, 1979, 1986, 1993
- Verliezend finalist (3) - 1967, 1989, 2021

## Teruggetrokken nummers
De Canadiens hebben 15 nummers teruggetrokken voor 17 spelers, de meeste van alle NHL-teams. Alle geëerde spelers zijn Canadees. Wayne Gretzky's nummer (99) is bij alle NHL-teams teruggetrokken.
| Nummer | Nat.   | Naam             | Positie | Carrière  | Datum van terugtrekking          |
| ------ | ------ | ---------------- | ------- | --------- | -------------------------------- |
| 1      | Canada | Jacques Plante   | G       | 1953-1963 | 7 oktober 1995                   |
| 2      | Canada | Doug Harvey      | D       | 1947-61   | 26 oktober 1985                  |
| 3      | Canada | Emile Bouchard   | D       | 1941-56   | 4 december 2009                  |
| 4      | Canada | Jean Béliveau    | C       | 1952-71   | 9 oktober 1971                   |
| 5      | Canada | Bernie Geoffrion | RW      | 1950-64   | 11 maart 2006                    |
| 7      | Canada | Howie Morenz     | C       | 1923-37   | 2 november 1937                  |
| 9      | Canada | Maurice Richard  | RW      | 1943-60   | 6 oktober 1960                   |
| 10     | Canada | Guy Lafleur      | RW      | 1971-85   | 16 februari 1985                 |
| 12     | Canada | Dickie Moore     | LW      | 1953-63   | 12 november 2005                 |
| 12     | Canada | Yvan Cournoyer   | RW      | 1964-79   | 12 november 2005                 |
| 16     | Canada | Henri Richard    | C       | 1955-75   | 10 december 1975                 |
| 16     | Canada | Elmer Lach       | C       | 1940-54   | 4 december 2009                  |
| 18     | Canada | Serge Savard     | D       | 1967-81   | 18 november 2006                 |
| 19     | Canada | Larry Robinson   | D       | 1972-89   | 19 november 2007                 |
| 23     | Canada | Bob Gainey       | LW      | 1974-89   | 23 februari 2008                 |
| 29     | Canada | Ken Dryden       | G       | 1970-79   | 29 januari 2007                  |
| 33     | Canada | Patrick Roy      | G       | 1985-95   | 22 november 2008                 |
| 99     | Canada | Wayne Gretzky    | C       | -         | 6 februari 2000 (alle NHL teams) |

## Spelers
Bijgewerkt op 7 mei 2023 
| #  | Naam                  | Nationaliteit    | Pos. |
| -- | --------------------- | ---------------- | ---- |
| 17 | Josh Anderson         | Canada           | RW   |
| 40 | Joel Armia            | Finland          | RW   |
| 60 | Alex Belzile          | Canada           | RW   |
| 22 | Cole Caufield         | Verenigde Staten | RW   |
| 77 | Kirby Dach            | Canada           | C    |
| 92 | Jonathan Drouin       | Canada           | LW   |
| 28 | Christian Dvorak      | Verenigde Staten | LW   |
| 71 | Jake Evans            | Canada           | C    |
| 57 | Sean Farrell          | Verenigde Staten | C    |
| 11 | Brendan Gallagher (A) | Canada           | RW   |
| 25 | Denis Gurianov        | Rusland          | RW   |
| 68 | Mike Hoffman          | Canada           | C    |
| 91 | Sean Monahan          | Canada           | C    |
| 55 | Michael Pezzetta      | Canada           | LW   |
| 32 | Rem Pitlick           | Verenigde Staten | C    |
| 20 | Juraj Slafkovsky      | Slowakije        | LW   |
| 14 | Nick Suzuki (C)       | Canada           | C    |
| 67 | Chris Tierney         | Canada           | C    |
| 52 | Justin Barron         | Canada           | D    |
| 44 | Joel Edmundson (A)    | Canada           | D    |
| 21 | Kaiden Guhle          | Canada           | D    |
| 54 | Jordan Harris         | Verenigde Staten | D    |
| 26 | Johnathan Kovacevic   | Canada           | D    |
| 8  | Mike Matheson         | Canada           | D    |
| 58 | David Savard          | Canada           | D    |
| 20 | Chris Wideman         | Verenigde Staten | D    |
| 72 | Arber Xhekaj          | Canada           | D    |
| 34 | Jake Allen            | Canada           | GK   |
| 35 | Sam Montembeault      | Canada           | GK   |

Eastern Conference
Western Conference